# Isel
Az Isel 57,3 km hosszú, gleccser által táplált folyó Kelet-Tirolban, Ausztriában.
A folyó egy ÉNy–DK irányú geológiai törésben fut. Az Umbalkees gleccserből folyik a Magas-Tauern Nemzeti Parkban, a Rötspitze hegycsúcs közelében. Az utolsó jégkorszakban gleccser volt, amely sziklákat és kavicsokat hagyott maga után a völgyben. Különböző javaslatok születtek vízerőművek létesítésére, amelyeket a környezetvédők elleneztek. 2015 óta a folyót Natura 2000 területté nyilvánították, amely némi védelmet nyújt. A folyó mentén túraútvonal húzódik, és kiváló vadvízi evezési feltételeiről ismert.

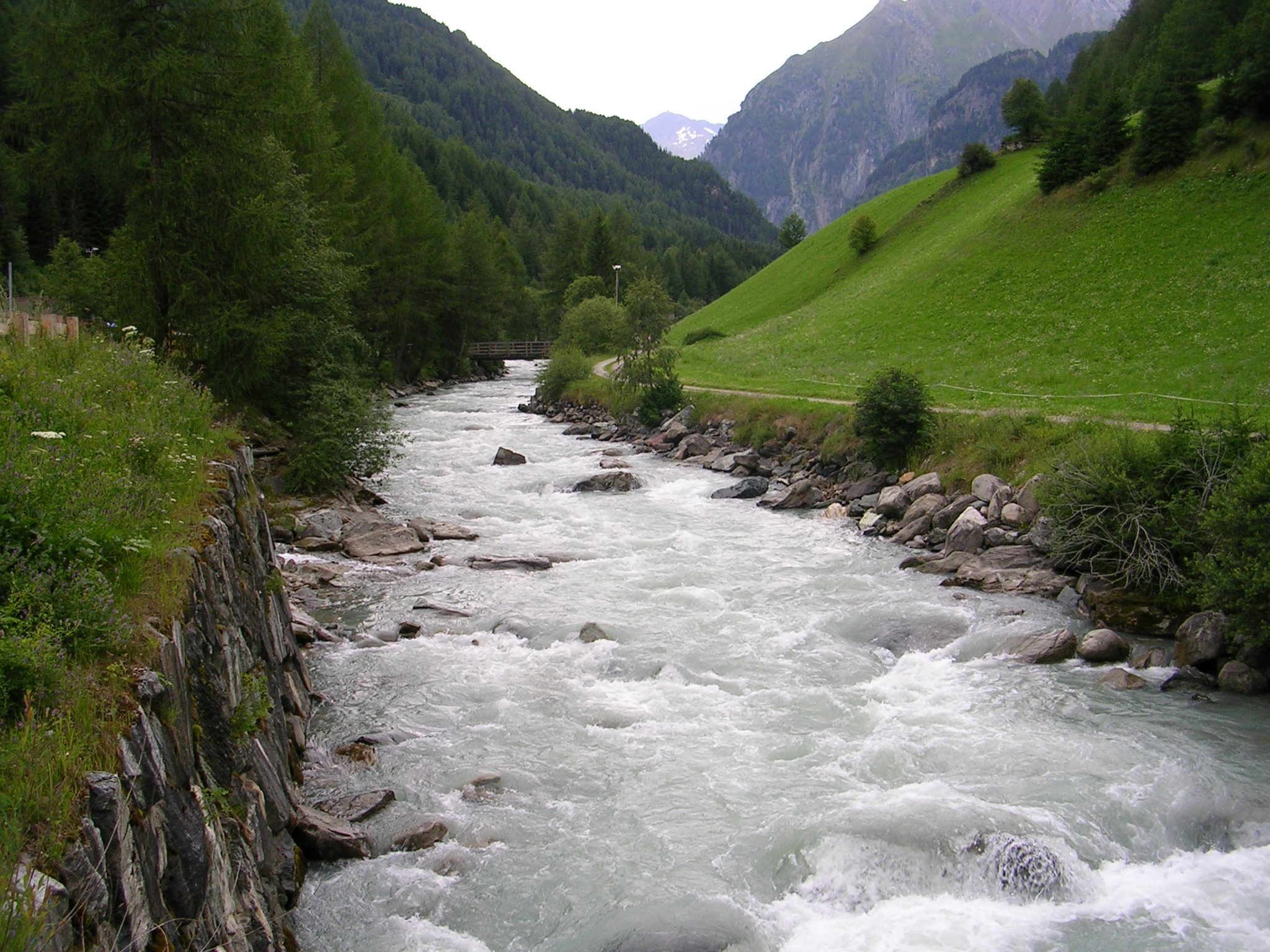
Isel Prägraten am Großvenediger közelében

Az Isel a Dráva (Drau) mellékfolyója. Az Isel és a Dráva vízgyűjtő területei együtt szinte egész Kelet-Tirolt lefedik. Az Isel vízgyűjtő területe körülbelül 1200 km². A torkolatnál, ahol az Isel belép a Drávába, az átlagos vízhozam körülbelül 39 m³/s. A legnagyobb vízhozam körülbelül 770 m³/s, mely várhatóan 100 év alatt egyszer fordul elő.
Az Isel egy mély völgyben folyik, számos szurdokkal (Iselschlucht), amelyben több vízesést hozott létre. Jelenleg nincsenek gátak vagy terelők a folyón. A Tauernbach Matreinél csatlakozik az Iselhez. További fontos mellékfolyó a Schwarzach és a Kalserbach. Matrei alatt a völgy az alsó szakaszon kiszélesedik egészen addig, ahol a folyó Lienznél találkozik a Drávával.
A folyó vízhozama a napi és évszakos hőmérséklet-változások függvényében változik, a meder pedig folyamatosan alakul. Ez egyedülálló környezetet biztosít a veszélyeztetett növények, például a német tamariszkusz (Myricaria germanica) számára. Nyolc mesterségesen kiszélesített tározó található az Isel-völgyben, amelyeket úgy terveztek, hogy visszatartsák az áradásokat, amelyek csökkentik az árvízveszélyt. Ezek rendszeres karbantartást igényelnek, amelyet a Natura 2000 ajánlásainak figyelembevételével kell végrehajtani.

## Fordítás
Ez a szócikk részben vagy egészben  az   Isel (river) című angol Wikipédia-szócikk ezen változatának fordításán alapul.  Az eredeti cikk szerkesztőit annak laptörténete sorolja fel. Ez a jelzés csupán a megfogalmazás eredetét és a szerzői jogokat jelzi, nem szolgál a cikkben szereplő információk forrásmegjelöléseként.